# Anilda Leão
Anilda Neves Leão (sinh năm 1923 – mất năm 2012) là nữ thi sĩ, nhà văn, diễn viên, ca sĩ và người ủng hộ nữ quyền người Brasil. Bà là thành viên của nhiều tổ chức nữ quyền tại bang Alagoas và đã từng tham dự Hội nghị quốc tế Phụ nữ ở Moskva (World Congress on Women) năm 1963. Bà xuất bản tập thơ đầu tiên vào năm 1961 và tập cuối cùng vào năm 2002. Bà cũng biểu diễn trong các nhà hát và tham gia ngành công nghiệp điện ảnh lúc bấy giờ đang phát triển ở Alagoas. Bên cạnh đó, bà còn viết kịch bản và diễn xuất trong các phim điện ảnh.

## Tiểu sử
Anilda Neves Leão sinh ngày 15 tháng 7 năm 1923 tại thành phố Maceió, Alagoas. Cha của bà là Joaquim de Barros Leão, mẹ bà là Jorgina Neves Leão Bà từng theo học trung học Colégio São José và sau đó là học khoa ngữ văn tại Đại học Colégio Imaculada Conceição. Năm 13 tuổi, bà xuất bản bài thơ đầu tiên, nói về những đứa trẻ mồ côi. Năm 1953, Leão kết hôn với kiến trúc sư, nhà báo và nhà văn Carlos Moliterno, cả hai sinh được hai người con. Moliterno là người khuyến khích bà làm thơ. Leão đã viết một vài bài văn, thơ cho các nhà xuất bản ở địa phương như tờ tạp chí Caetés and Mocidade, các báo Jornal de Alagoas và Gazeta de Alagoas. Năm 1961 bà ra mắt độc giả cuốn sách đầu tay mang tên Chão de Pedras. Từ khoảng năm 1972, bà bắt đầu sáng tác nhiều sách truyện hơn, ví dụ như: Chuvas de Verão (1974), Poemas Marcados (1978), Ohos Convexos (1989) Círculo Mágico (1993), và Eu em Trânsito (2002).
Leão mất ngày 6 tháng 1 năm 2012, ở tuổi 88, tại quê nhà Maceió, Brasil. Bà được án táng tại nghĩa trang Parque das Flores địa phương.